# نجد الشريخ (الحد)

تعديل مصدري - تعديل

نجد الشريخ هي إحدى قرى عزلة الحد بمديرية الحد التابعة لمحافظة لحج، بلغ تعداد سكانها 24 نسمة حسب تعداد اليمن لعام 2004.